# Sheldon (Vermont)
Sheldon es un pueblo ubicado en el condado de Franklin en el estado estadounidense de Vermont. En el año 2010 tenía una población de 2.190 habitantes y una densidad poblacional de 21,51 personas por km².

## Geografía
Sheldon se encuentra ubicado en las coordenadas 44°53′55″N 72°56′25″O / 44.89861, -72.94028.

## Demografía
Según la Oficina del Censo en 2000 los ingresos medios por hogar en la localidad eran de $42,179 y los ingresos medios por familia eran $45,833. Los hombres tenían unos ingresos medios de $30,870 frente a los $23,833 para las mujeres. La renta per cápita para la localidad era de $17,134. Alrededor del 10.5% de la población estaba por debajo del umbral de pobreza.